# Amanda Fortier
Amanda Fortier (Edmonton, 9 marzo 1978) è un'ex fondista canadese.

## Biografia
In Coppa del Mondo esordì il 14 febbraio 1999 a Seefeld in Tirol (65ª) e ottenne l'unico podio il 13 gennaio 2001 a Soldier Hollow (2ª).
In carriera prese parte a un'edizione dei Giochi olimpici invernali, Salt Lake City 2002 (34ª nella 15 km, 28ª nella 30 km, 49ª nell'inseguimento, 8ª nella staffetta), e a due dei Campionati mondiali (45ª nell'inseguimento a Ramsau am Dachstein 1999 il miglior risultato).

## Palmarès

### Coppa del Mondo
- Miglior piazzamento in classifica generale: 88ª nel 2002
- 1 podio (a squadre[1]):
  - 1 secondo posto